# Procession (album)
Pour les articles homonymes, voir Procession.
Albums de Weather Report
Weather Report
(1982) Domino Theory
(1984)
Procession est le dixième album studio du groupe Weather Report paru en 1983 sur le label Columbia Records. La nouvelle section rythmique du groupe est formée par Victor Bailey à la basse en remplacement de Pastorius et Omar Hakim à la batterie qui succède à Peter Erskine, Hakim joue aussi la guitare et fait les chœurs. Ce dernier a déjà joué avec Sting, David Bowie, David Sanborn et George Benson entre autres. José Rossy intervient comme percussionniste. 

## Titres
1. Procession (Zawinul) – 8:42
2. Plaza Real (Shorter) – 5:30
3. Two Lines (Zawinul) – 7:43
4. Where The Moon Goes (Zawinul, paroles de Nan O'Byrne et Zawinul) – 7:50
5. The Well (Shorter, Zawinul) – 4:00
6. Molasses Run (Hakim) – 5:49

## Enregistrement
Les séances d'enregistrement se sont déroulées en juillet et décembre 1981 à différents endroits (New York, Chicago (Illinois) et à Pasadena, Berkeley, Los Angeles (Californie).

## Personnel
- Josef Zawinul - Claviers
- Wayne Shorter - Saxophones
- Victor Bailey - Basse
- Omar Hakim - Batterie, guitare, chœurs
- José Rossy - Percussion et concertina

## Personnel additionnel
- The Manhattan Transfer - Chant sur "Where The Moon Goes"